# École nationale supérieure agronomique d'Alger
 (octobre 2015).
L'École nationale supérieure agronomique d'Alger (ENSA), précédemment connue sous le nom de l'Institut national agronomique (INA), est un établissement algérien d’enseignement supérieur et de recherche scientifique en agronomie.
L'ENSA, fondée en 1905, est située à Cinq-Maisons (El Harrach, Alger), au pôle universitaire à côté de l'École nationale polytechnique (ENP), de l'École polytechnique d'architecture et d'urbanisme (EPAU) et de l'Ecole supérieure des sciences de l'aliment et des industries agroalimentaires (ESSAIA) 

## Histoire
En octobre 1905, sous l'ordre de M. de Peyerimhof, l'école ouvrit ses portes pour la première fois sous le nom de l'École d'agriculture algérienne. Le 28 février 1921, l'école change de nom et devient, l'Institut agricole d'Algérie.
D'après la loi du 22 mai 1946, l'établissement de Maison-Carrée (actuellement, Cinq-Maisons à El-Harrach) fut assimilé aux autres établissements étrangers métropolitains ; tels que l'école d'agriculture de Montpellier, de Rennes ou de Grignon. L’École nationale d'agriculture d'Alger est le nouveau nom attribué à l'établissement le 15 mars 1947. À ce stade là, la sélection des élèves de l'Afrique du Nord est devenue de plus en plus sévère grâce au concours commun aux écoles (le même que celui qui se fait à l'école de Montpellier, de Rennes et de Grignon). Ce concours était assez difficile et exigeait un bagage de connaissance d'un titulaire d'un baccalauréat scientifique.
En 1968, l’établissement d'El Harrach prit une nouvelle appellation ; celle de l’Institut national agronomique (INA). Ainsi, l’institut avait pour but de former des ingénieurs agronomes, après 4 ans d’études, prêts à devenir des cadres supérieurs dans le domaine de l’agriculture et du développement rural. À partir de l’année 1977, la durée du cursus d’études en vue de l’obtention du diplôme d’ingénieur est passée à 5 ans. L’institut devint sous la tutelle du ministère de l'Enseignement supérieur et de la Recherche scientifique (MESRS). En 2005, l’établissement a connu une extension de son territoire grâce à l’ouverture de l’annexe de l'INA.
Conformément aux dispositions du décret exécutif de 2005, l'INA prit la dénomination actuelle ; celle de l'« École nationale supérieure agronomique » (ENSA), en 2008.

## Admission
Les étudiants admis à l’École nationale supérieure d'agronomie doivent être titulaires d'un baccalauréat dans les filières suivantes :
- Baccalauréat de série : sciences expérimentales[2]
- Baccalauréat de série : mathématiques[2]
- Baccalauréat de série : mathématiques et techniques[2].

La moyenne de postulation à l'ENSA est déterminée par le ministère de l'Enseignement supérieur et de la Recherche scientifique (MESRS). La moyenne d'accès est définie, par la suite, par le ministère de l'Enseignement supérieur et de la Recherche scientifique (MESRS), selon le taux de réussite au baccalauréat, la moyenne au baccalauréat, le nombre de postulants et le nombre de postes libres à l'ENSA.

## Formation

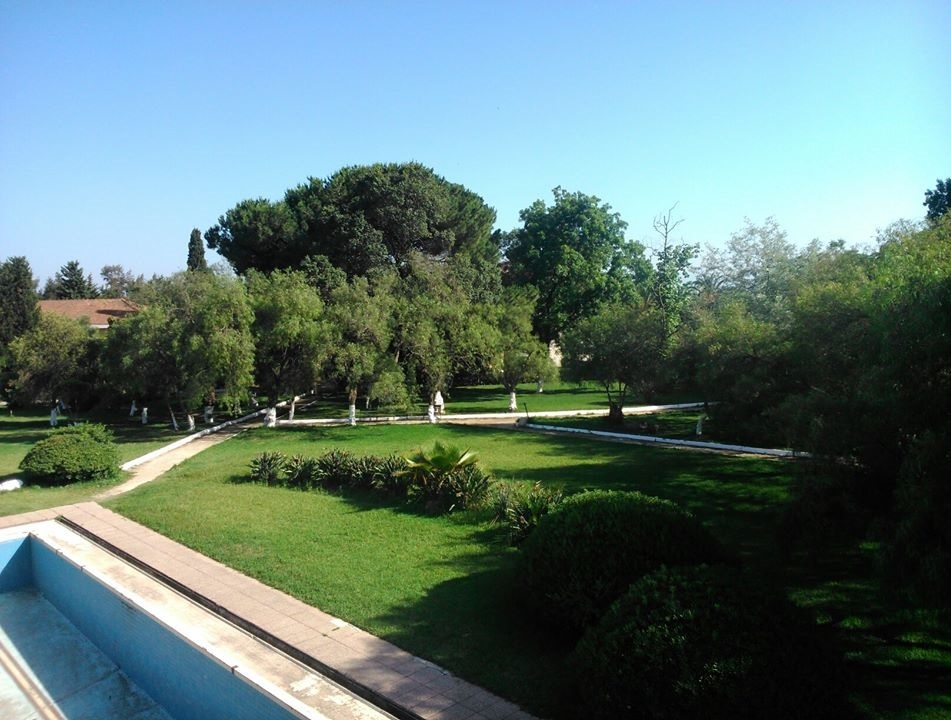
École nationale supérieure agronomique (2015).

Avec un effectif de 170 enseignants et chercheurs (en 2012), l’école a pour mission de former des ingénieurs et masters en agronomie après 5 ans d’études. Elle comprend désormais neuf départements avec plus de quinze spécialités :
- Département de botanique : Phytopathologie[4]
- Département d’économie rurale : Management des entreprises agroalimentaires + Économie agricole et rurale[5]
- Département de foresterie : Foresterie + Protection de la nature[6]
- Département de génie rural : Hydraulique agricole + Machinisme agricole et agroéquipement[7]+ Agriculture de précision (ajouté en 2022)

- Département des sciences du sol : Sciences du sol[8]
- Département de technologie alimentaire : Technologie des industries agroalimentaires + Alimentation et nutrition humaine[9]
- Département de zootechnie : Productions animales[10]
- Département de phytotechnie : Productions végétales[11]
- Département de zoologie agricole et forestière : Protection des végétaux + Entomologie agricole et forestière[12],[13].